# Darren Brooks
Darren Darnell Brooks (St. Louis, 28 agosto 1982) è un ex cestista statunitense, professionista nella NBDL.

## Palmarès
- Campione NBDL (2006)